# Caperonia multicostata
Caperonia multicostata är en törelväxtart som beskrevs av Johannes Müller Argoviensis. Caperonia multicostata ingår i släktet Caperonia och familjen törelväxter. Inga underarter finns listade i Catalogue of Life.